# Премія Відкритого Суспільства
Премія Відкритого Суспільства — відзнака Міжнародного фонду "Відродження" для видатних особистостей, організації та ініціативи, які своїми діями змінюють країну, зміцнюють демократичні цінності та сприяють розвитку Відкритого Суспільства задля вільної України. Заснована в 2025 році.
Премія вручається організаціям та особам за двома номінаціями:
«Творці Відкритого Суспільства» в рамках якої Фонд відзначав тих, хто зробив тривалий внесок у розвиток демократичних інституцій, реформування державних процесів та впровадження сталих механізмів участі громадськості за останні 35 років;
«Голоси Відкритого Суспільства», яка вручалась ініціативам, які у 2024 році стали гучними голосами змін та ефективно працювали над вирішенням актуальних викликів.

## Лауреати
| Рік  | Лауреати номінації «Творці Відкритого Суспільства» | Лауреати номінації «Голоси Відкритого Суспільства» |
| ---- | -------------------------------------------------- | -------------------------------------------------- |
| 2025 | - Мирослав Маринович - «Українська правда»         | - Масі Найєм - Повернись живим                     |

## Журі премії
- Володимир Єрмоленко – філософ, голова Правління Міжнародного фонду «Відродження», головний редактор UkraineWorld;
- Олександра Матвійчук – правозахисниця, очільниця Центру громадянських свобод, лавреатка Нобелівської премії миру;
- Максим Буткевич – правозахисник, журналіст, військовослужбовець;
- Леонід Фінберг — дослідник культури, директор Центру юдаїки та головний редактор видавництва “Дух і літера”;
- Ольга Айвазовська – експертка з виборчих процесів, голова правління Громадської Мережі «ОПОРА»;
- Олеся Островська-Люта – культурна менеджерка, директорка Мистецького арсеналу;
- Євген Бистрицький – філософ, виконавчий директор Міжнародного фонду «Відродження» у 1998–2017 роках[5].